# スバル (文芸雑誌)
『スバル』は、1909年から1913年までに刊行されたロマン主義的な文芸雑誌である。月刊。通巻60冊。菊判200頁内外。定価30銭。

## 概要
文芸雑誌「明星」の廃刊後、森鷗外や与謝野寛（鉄幹）、与謝野晶子らが協力して発行した。創刊号の発行人は石川啄木が務めた。石川、木下杢太郎、高村光太郎、北原白秋、平野万里、吉井勇らが活躍し、反自然主義的、ロマン主義的な作品を多く掲載し、同人らはスバル派と呼ばれた。「パンの会」とともに後期ロマン主義を主導した。
発行費用は同人でもあった弁護士の平出修が負担し、発行所も平出の自宅だった。

## 掲載作品
森鴎外は『ヰタ・セクスアリス』（発売禁止になった）『青年』『雁』などを掲載した。
石川啄木は創刊時から1年間にわたり同誌の発行名義人を務めており、その時期に『赤痢』『足跡』などの小説も発表したが、『足跡』は連載第1回が『早稲田文学』で「新らしい（原文ママ）作家らしい態度から見ると（木下）杢太郎氏や（与謝野）晶子氏の方がヅッと進んで居る」と評されて続けるのを断念し、『葉書』に対して雑誌『新声』で「何処といって取柄のない小説で、別に取立てて評する程の価値もなさそうだ」と酷評されるなど、小説家としての評価を得ることはできなかった。